# Малоузенка
Малоузенка (устар. Малая Узенка) — река в России, протекает по Саратовской области. Устье реки находится в 582 км по левому берегу реки Малый Узень. Длина реки составляет 14 км.

## Данные водного реестра
По данным государственного водного реестра России относится к Уральскому бассейновому округу, водохозяйственный участок реки — Малый Узень. Речной бассейн реки — бассейны рек Малый и Большой Узень.
Код объекта в государственном водном реестре — 12020000112112200000276.